# 双曲線正割分布
統計学および確率論において、双曲線正割分布（そうきょくせんせいかつぶんぷ、英: hyperbolic secant distribution）は、その確率密度関数と特性関数が双曲線正割関数 (sech) に比例する連続確率分布である。